# Обобщённая функция
Обобщённая фу́нкция, или распределе́ние, — математическое понятие, обобщающее классическое понятие функции.
Потребность в таком обобщении возникает во многих физических и математических задачах.
Понятие обобщённой функции даёт возможность выразить в математически корректной форме такие идеализированные понятия, как плотность материальной точки, точечного заряда, точечного диполя, (пространственную) плотность простого или двойного слоя, интенсивность мгновенного источника и т. д.
С другой стороны, в понятии обобщённой функции находит отражение тот факт, что реально нельзя измерить значение физической величины в точке, а можно измерять лишь её средние значения в малых окрестностях данной точки.
Таким образом, техника обобщённых функций служит удобным и адекватным аппаратом для описания распределений различных физических величин. Математика начала XX века не имела нужных строгих формализмов для оперирования с новым классом зависимостей величин, открытых в физике.
Важный вклад в формирование нового математического подхода к понятию функции в физике принадлежит Η. Μ. Гюнтеру, который предлагал рассматривать вместо точечных характеристик типа плотности соответствующие функции множеств еще в 1916 году и пытался переосмылить на этой основе понятие решения уравнения математической физики. Однако Н.М. Гюнтер не связывал эти идеи с нарождающимся функциональным анализом и квантовой механикой. Фундаментальные идеи, основанные на использовании пространств финитных функций и принципиально новом понятии обобщённой производной были сформулированы в 1935 году С. Л. Соболевым. К аналогичным идеям самостоятельно через десять лет пришёл выдающийся французский математик Л. Шварц, привлекший разработанную к тому времени теорию локально выпуклых пространств и построивший преобразование Фурье обобщённых функций. Соболев и Шварц являются создателями теории распределений — обобщённых функций. Обобщённые функции эмпирически использовались Дираком в его исследованиях по квантовой механике.
В дальнейшем теория обобщённых функций интенсивно развивалась многими математиками и физиками-теоретиками, главным образом в связи с потребностями теоретической и математической физики и теории дифференциальных уравнений.

## Определение
Формально обобщённая функция {\displaystyle f} определяется как линейный непрерывный функционал {\displaystyle \left(f,\varphi \right)} над тем или иным векторным пространством достаточно «хороших функций» {\displaystyle \varphi } (так называемых основных функций, другое название — пробные функции): {\displaystyle f:\varphi \mapsto (f,\;\varphi )}.
Условие линейности: {\displaystyle \left(f,\alpha _{1}\varphi _{1}+\alpha _{2}\varphi _{2}\right)=\alpha _{1}\left(f,\varphi _{1}\right)+\alpha _{2}\left(f,\varphi _{2}\right)}.
Условие непрерывности: если {\displaystyle \varphi _{\nu }\rightarrow 0}, то {\displaystyle \left(f,\varphi _{\nu }\right)\rightarrow 0}.
Важным примером основного пространства является пространство {\displaystyle D(\mathbb {R} ^{n})} — совокупность финитных {\displaystyle C^{\infty }}-функций на {\displaystyle \mathbb {R} ^{n}}, снабжённая естественной для неё топологией: последовательность функций из {\displaystyle D(\mathbb {R} ^{n})} сходится, если их носители принадлежат фиксированному шару и в нём они {\displaystyle C^{\infty }}-сходятся.
Сопряжённое пространство к {\displaystyle D(\mathbb {R} ^{n})} есть пространство обобщённых функций {\displaystyle D'(\mathbb {R} ^{n})}.
Сходимость последовательности обобщённых функций из {\displaystyle D'(\mathbb {R} ^{n})} определяется как слабая сходимость функционалов из {\displaystyle D'(\mathbb {R} ^{n})}, то есть {\displaystyle f_{n}\to f}, в {\displaystyle D'(\mathbb {R} ^{n})} означает, что {\displaystyle (f_{n},\;\varphi )\to (f,\;\varphi )}, для любой {\displaystyle \varphi \in D(\mathbb {R} ^{n})}.
Для того, чтобы линейный функционал {\displaystyle f} на {\displaystyle D(\mathbb {R} ^{n})} был обобщённой функцией, то есть {\displaystyle f\in D'(\mathbb {R} ^{n})}, необходимо и достаточно, чтобы для любого ограниченного открытого множества {\displaystyle \Omega } существовали числа {\displaystyle K} и {\displaystyle m} такие, что
{\displaystyle |(f,\;\varphi )|\leqslant K|\varphi |_{C^{m}}}
для всех {\displaystyle \varphi } с носителем в {\displaystyle \Omega }.
Если в неравенстве число {\displaystyle m} можно выбрать не зависящим от {\displaystyle \Omega }, то обобщённая функция {\displaystyle f} имеет конечный порядок; наименьшее такое {\displaystyle m} называется порядком {\displaystyle f}.
Простейшими примерами обобщённых функций являются функционалы, порождаемые локально суммируемыми функциями
{\displaystyle (f,\;\varphi )=\int \limits _{\mathbb {R} ^{n}}f\varphi .}
Обобщённые функции, определяемые локально суммируемыми функциями {\displaystyle f(x)} по этой формуле, называются регулярными; остальные обобщённые функции называются сингулярными.
Обобщённые функции, вообще говоря, не имеют значений в отдельных точках. Тем не менее можно говорить о совпадении обобщённой функции с локально суммируемой функцией на открытом множестве: обобщённая функция {\displaystyle f} из {\displaystyle D'(\mathbb {R} ^{n})} совпадает в {\displaystyle \Omega } с локально суммируемой в {\displaystyle \Omega } функцией {\displaystyle f_{0}(x)}, если
{\displaystyle (f,\;\varphi )=(f_{0},\;\varphi )}
для всех {\displaystyle \varphi } с носителем в {\displaystyle \Omega }. В частности, при {\displaystyle f_{0}=0} получается определение того, что обобщённая функция {\displaystyle f} обращается в нуль внутри {\displaystyle \Omega }.
Множество точек, ни в какой окрестности которых обобщённая функция не обращается в ноль, называется носителем обобщённой функции {\displaystyle f} и обозначается {\displaystyle \operatorname {supp} f}. Если {\displaystyle \operatorname {supp} f} компактен, то обобщённая функция {\displaystyle f} называется финитной.

## Примеры
- Любая локально конечная мера {\displaystyle \mu } определяет обобщённую функцию {\displaystyle f_{\mu }}

{\displaystyle (f_{\mu },\;\varphi )=\int \varphi (x)\,d\mu (x).}
В частности,
- Примером сингулярной обобщённой функции в {\displaystyle \mathbb {R} ^{n}} служит {\displaystyle \delta }-функция Дирака

{\displaystyle (\delta ,\;\varphi )=\varphi (0).}
Она описывает плотность массы 1, сосредоточенной в точке {\displaystyle x=0}. {\displaystyle \delta }-функция имеет порядок 1.
- Поверхностная {\displaystyle \delta }-функция. Пусть {\displaystyle S} — кусочно гладкая поверхность и {\displaystyle \lambda } — непрерывная функция на {\displaystyle S}. Обобщённая функция {\displaystyle f_{S,\;\lambda }} определяется равенством

{\displaystyle (f_{S,\;\lambda },\;\varphi )=\int \limits _{S}\varphi \lambda .}
При этом {\displaystyle f_{S,\;\lambda }} — сингулярная обобщённая функция. Эта обобщённая функция описывает пространственную плотность масс или зарядов, сосредоточенных на поверхности {\displaystyle S} с поверхностной плотностью {\displaystyle \lambda } (плотность простого слоя).
- Обобщённая функция {\displaystyle \rho \in D'(\mathbb {R} )} определяемая равенством

{\displaystyle (\rho ,\;\varphi )=\operatorname {v.\!p.} \int \limits _{\mathbb {R} }{\frac {\varphi (x)}{x}}\,dx}
(для гладких финитных функций этому интегралу можно придать смысл) функция {\displaystyle \rho } сингулярна и её порядок равен 2, однако на открытом множестве {\displaystyle \mathbb {R} \backslash \{0\}} она регулярна и совпадает с {\displaystyle {\frac {1}{x}}}.

## Операции
Линейные операции над обобщёнными функциями вводятся как расширение соответствующих операций над основными функциями.

### Замена переменных
Пусть {\displaystyle f\in D'(\mathbb {R} ^{n})} и {\displaystyle A:\mathbb {R} ^{n}\to \mathbb {R} ^{n}} — гладкая замена переменных. Обобщённая функция {\displaystyle f\circ A} определяется равенством
{\displaystyle (f\circ A,\;\varphi )=(f,\;\varphi \circ A^{-1}J(A)),}
где {\displaystyle J(A)} обозначает якобиан {\displaystyle A}. Эту формулу можно применять в частности к линейному отображению {\displaystyle A}, она позволяет определить трансляционно инвариантные, сферически симметричные, центрально симметричные, однородные, периодические, лоренц-инвариантные и т. д. обобщённые функции.

### Произведение
Чаще всего определяется произведение обобщённых функций на обычные, а произведение обобщённых функций остается неопределенным.
Пусть {\displaystyle f\in D'(\mathbb {R} ^{n})} и {\displaystyle a\in C^{\infty }(\mathbb {R} ^{n})}. Произведение {\displaystyle af} определяется равенством
{\displaystyle (af,\;\varphi )=(f,\;a\varphi ).}
Например {\displaystyle a\delta =a(0)\delta }, {\displaystyle x\rho =1}. Для обычных локально суммируемых функций произведение {\displaystyle af} совпадает с обычным умножением функций {\displaystyle f(x)} и {\displaystyle a(x)}.
Однако эта операция произведения, вообще говоря, не допускает распространения на любые обобщённые функции так, чтобы она была ассоциативной и коммутативной.
Действительно, в противном случае получилось бы противоречие:
{\displaystyle (x\delta )\rho =0\cdot \rho =0,}
{\displaystyle (x\rho )\delta =1\cdot \delta =\delta .}
Впрочем, возможно определить умножение любых обобщённых функций, если снять достаточно жёсткое требование, чтобы сужение этой операции на множество непрерывных функций совпадало с обычным произведением. В частности, Ю. М. Широков построил некоммутативную алгебру обобщённых функций. Нынче в Западной Европе и Америке очень популярной (см., напр., список цитированных работ в) является теория обобщённых функций Коломбо (одним из первоисточников которой является книга, для первоначального ознакомления с гораздо чаще используемой на практике т. н. «специальной» алгеброй Коломбо можно просмотреть параграф 8.5 из). В рамках этой теории обобщённые функции являются классами эквивалентности некоторой факторалгебры. Преимуществом алгебры Коломбо является то, что она как ассоциативна, так и коммутативна. Умножение обобщённых функций Коломбо совпадает с обычным умножением при сужении на множество всех гладких (то есть, бесконечно непрерывно дифференцируемых) функций, несостыковка же с умножением непрерывных (но не гладких) функций разрешается при помощи введения понятия ассоциации (менее строгого, чем понятие эквивалентности). Также рассматриваемое умножение прекрасно согласуется со стандартными операциями классического анализа (напр., дифференцированием).

### Дифференцирование
Пусть {\displaystyle f\in D'(\mathbb {R} ^{n})}. Обобщённая (слабая) производная {\displaystyle {\frac {\partial f}{\partial x_{i}}}} обобщённой функции {\displaystyle f} определяется равенством
{\displaystyle \left({\frac {\partial f}{\partial x_{i}}},\;\varphi \right)=-\left(f,\;{\frac {\partial \varphi }{\partial x_{i}}}\right).}
Так как операция {\displaystyle \varphi \mapsto {\frac {\partial \varphi }{\partial x_{i}}}} линейна и непрерывна из {\displaystyle D(\mathbb {R} ^{n})} в {\displaystyle D(\mathbb {R} ^{n})}, то функционал, определяемый правой частью равенства, есть обобщённая функция.

## Свойства
- Пространство {\displaystyle D'(\mathbb {R} ^{n})} — полное: если последовательность обобщённых функций {\displaystyle f_{i}} из {\displaystyle D'(\mathbb {R} ^{n})} такова, что для любой функции {\displaystyle \varphi \in D(\mathbb {R} ^{n})} числовая последовательность {\displaystyle (f_{i},\;\varphi )} сходится, то функционал

{\displaystyle (f,\;\varphi )=\lim _{i\to \infty }(f_{i},\;\varphi )}
принадлежит {\displaystyle D'(\mathbb {R} ^{n})}.
- Всякая {\displaystyle f} из {\displaystyle D'(\mathbb {R} ^{n})} есть слабый предел функций из {\displaystyle D(\mathbb {R} ^{n})}. Это свойство иногда берётся в качестве исходного для определения обобщённой функции, из полноты пространства обобщённых функций это приводит к эквивалентному определению.
- Любая обобщённая функция из {\displaystyle D'(\mathbb {R} ^{n})} бесконечно дифференцируема (в обобщённом смысле).
- Дифференцирование не увеличивает носителя обобщённой функции.
- Для обобщённых функций справедлива формула Лейбница для дифференцирования произведения {\displaystyle af}, где {\displaystyle a\in C^{\infty }(\mathbb {R} ^{n})}.
- Всякая обобщённая функция {\displaystyle f} из {\displaystyle S'(\mathbb {R} ^{n})} или {\displaystyle E'(\mathbb {R} ^{n})} есть некоторая частная производная от непрерывной функции в {\displaystyle \mathbb {R} ^{n}}.
- Для любой обобщённой функции {\displaystyle f} порядка {\displaystyle N} с носителем в точке 0 существует единственное представление {\displaystyle (f,\;\varphi )} в виде линейной комбинации частных производных {\displaystyle \varphi } в нуле, с порядком меньшим либо равным {\displaystyle N}.

## Примеры
Дельта-функция получается при вычислении интеграла Фурье от константы:
{\displaystyle \int \limits _{-\infty }^{\infty }e^{ipx}\,dp=2\pi \delta (x).}